# ديفيد هال (لاعب كرة قدم)
ديفيد هال (بالإنجليزية: David Hall)‏ هو لاعب دوري الرغبي ولاعب كرة قدم أسترالي، ولد في 23 سبتمبر 1968.